# Vaux-sur-Somme
Pour les articles homonymes, voir Vaux.
Vaux-sur-Somme est une commune française située dans le département de la Somme, en région Hauts-de-France.

## Géographie

### Localisation
Vaux-sur-Somme est un village picard de la vallée de la Somme, situé à 21 km à l'est d'Amiens et à 4 km de Corbie.

#### Communes limitrophes
|        | Méricourt-l'Abbé  |               |
| Corbie | Vaux-sur-Somme    | Sailly-le-Sec |
|        | Vaire-sous-Corbie |               |

### Nature du sol et du sous-sol
La formation du sol et du sous-sol de la commune remontre au Crétacé. Il se compose de terres franches et humifères dans la vallée, de terrain calcaire sur les coteaux, de terrains argileux sur le plateau. Les terrains calcaires recouvrent environ la moitié du territoire communal.

### Relief, paysage, végétation
La vallée de la Somme se resserre en un vallon très profond et resserré appelé vallée de Sailly-le-Sec. L'altitude culmine à 102 m sur le plateau à proximité de la route de Corbie à Bray-sur-Somme. De ce plateau, on a un point de vue remarquable sur les alentours.

### Hydrographie

#### Réseau hydrographique
La commune est située dans le bassin Artois-Picardie. Elle est drainée par  et divers autres petits cours d'eau.

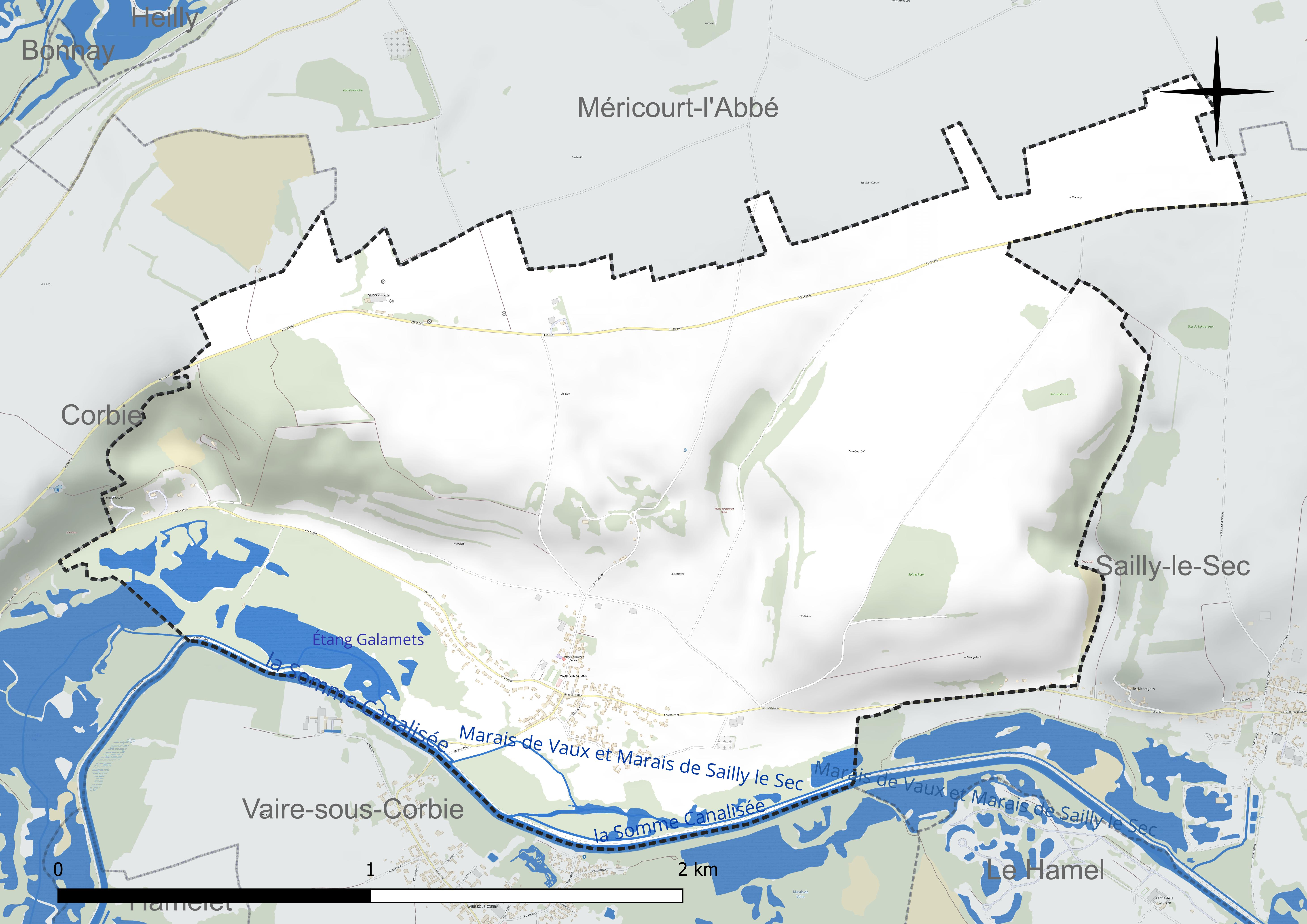
Réseau hydrographique de Vaux-sur-Somme.

Un plan d'eau complète le réseau hydrographique : l'étang Galamets (6,5 ha),.

#### Gestion et qualité des eaux
Le territoire communal est couvert par le schéma d'aménagement et de gestion des eaux (SAGE) « Haute Somme ». Ce document de planification concerne un territoire de 1 798 km2 de superficie, délimité par le bassin versant de la Haute Somme est constitué d'un réseau hydrographique complexe de cours d'eau, de marais, d'étangs et de canaux. Le périmètre a été arrêté le 21 avril 2006 et le SAGE proprement dit a été approuvé le 15 juin 2017. La structure porteuse de l'élaboration et de la mise en œuvre est le syndicat mixte d'aménagement hydraulique du bassin versant de la Somme (AMEVA).
La qualité des cours d'eau peut être consultée sur un site dédié géré par les agences de l'eau et l'Agence française pour la biodiversité.

### Climat
Pour des articles plus généraux, voir Climat des Hauts-de-France et Climat de la Somme.
En 2010, le climat de la commune est de type climat océanique dégradé des plaines du Centre et du Nord, selon une étude du CNRS s'appuyant sur une série de données couvrant la période 1971-2000. En 2020, Météo-France publie une typologie des climats de la France métropolitaine dans laquelle la commune est exposée à un climat océanique et est dans la région climatique Nord-est du bassin Parisien, caractérisée par un ensoleillement médiocre, une pluviométrie moyenne régulièrement répartie au cours de l'année et un hiver froid (3 °C).
Pour la période 1971-2000, la température annuelle moyenne est de 10,5 °C, avec une amplitude thermique annuelle de 14,3 °C. Le cumul annuel moyen de précipitations est de 706 mm, avec 12,2 jours de précipitations en janvier et 8,4 jours en juillet. Pour la période 1991-2020, la température moyenne annuelle observée sur la station météorologique la plus proche, située sur la commune de Méaulte à 10 km à vol d'oiseau, est de 10,7 °C et le cumul annuel moyen de précipitations est de 730,3 mm,. Pour l'avenir, les paramètres climatiques de la commune estimés pour 2050 selon différents scénarios d'émission de gaz à effet de serre sont consultables sur un site dédié publié par Météo-France en novembre 2022.

## Urbanisme

### Typologie
Au 1er janvier 2024, Vaux-sur-Somme est catégorisée commune rurale à habitat dispersé, selon la nouvelle grille communale de densité à sept niveaux définie par l'Insee en 2022.
Elle est située hors unité urbaine. Par ailleurs la commune fait partie de l'aire d'attraction d'Amiens, dont elle est une commune de la couronne,. Cette aire, qui regroupe 369 communes, est catégorisée dans les aires de 200 000 à moins de 700 000 habitants,.

### Occupation des sols
L'occupation des sols de la commune, telle qu'elle ressort de la base de données européenne d'occupation biophysique des sols Corine Land Cover (CLC), est marquée par l'importance des territoires agricoles (88,5 % en 2018), une proportion identique à celle de 1990 (88,5 %). La répartition détaillée en 2018 est la suivante : 
terres arables (68,9 %), zones agricoles hétérogènes (15,8 %), forêts (6,6 %), eaux continentales (5 %), prairies (3,7 %). L'évolution de l'occupation des sols de la commune et de ses infrastructures peut être observée sur les différentes représentations cartographiques du territoire : la carte de Cassini (XVIIIe siècle), la carte d'état-major (1820-1866) et les cartes ou photos aériennes de l'IGN pour la période actuelle (1950 à aujourd'hui).

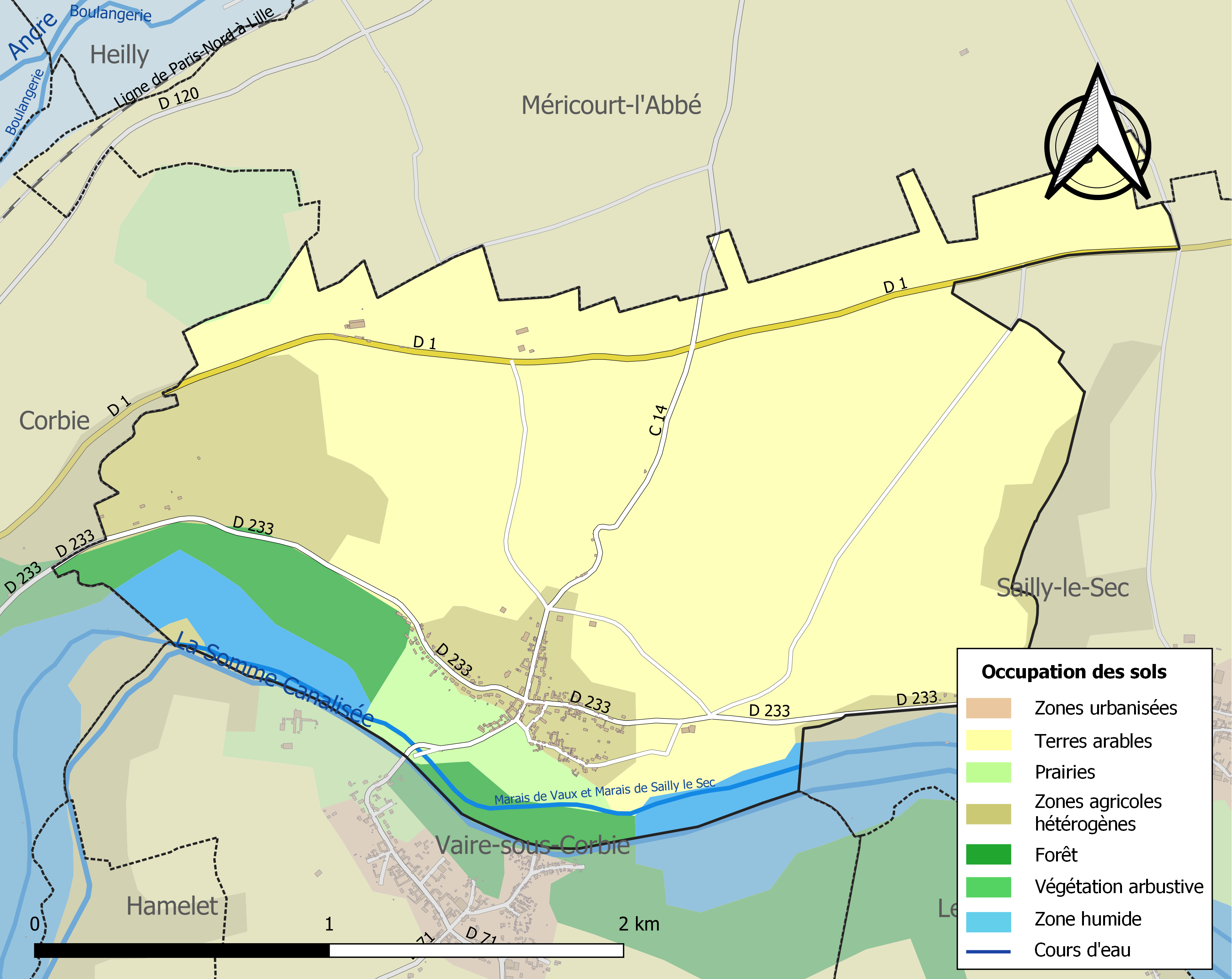
Carte des infrastructures et de l'occupation des sols de la commune en 2018 (CLC).

### Habitat
Le village de Vaux est groupé le long de la vallée de la Somme. Il a été partiellement détruit au cours de la Première Guerre mondiale et reconstruit. Des lotissements de maisons individuelles ont été réalisés depuis les années 1970.

## Toponymie
On trouve plusieurs formes dans les textes anciens pour désigner Vaux: Valles super fluvium Summam en 867 ; Vallis super Summa en 879 ; Valles super Summam fluvium en 1169; Vals en 1177.  ; Vaus en 1226 et 1284, Veaulx puis Vaux dont la signification serait val, vallée, ; Vauls sur Somme en 1343 ; Vaulx sur Somme en 1344 ; Vaux en 1416 ; Vaulx en 1367 ; Vaulx supra Sommam en 1562 ; Vaux en Gauguier en 1575 ; Vaux en Gauguière en 1575 ; Vaux-en-Gaugue en 1779 ; Vaux sur Somme en 1648 ; Vau en 1710 ; Veaux en 1757 ; Væux en 1764.
L'origine latine du nom ne fait guère de doute, val désignant une vallée étroite.
La Somme est un fleuve du nord de la France, en région Hauts-de-France, qui traverse les deux départements de l'Aisne et de la Somme. Il donne son nom à ce dernier.

## Histoire
Il n'y a pas de trace écrite témoignant de l'existence d'un lieu appelé Vaux avant le Moyen Âge.

### Moyen Âge
En 1079, Enguerrand de Boves associa l'abbaye de Corbie à la justice qu'il avait à Vaux, en qualité de vicomte.
On trouve la trace des seigneurs de Vaux suivants au XVe siècle :
- 1427, Olivier Wériffroy, sergent du roi ;
- 1445, Hue Wériffroy qui légua Vaux à son neveu ;
- 1450, Ancel Lenglacé ;

### Epoque moderne
On trouve comme seigneur de Vaux aux XVIe et XVIIe siècles :
- 1532-1565, Marguerite Lenglacé, épouse de Mathieu de Bommy, écuyer ;
- 1565-1598, Hector de Bommy, écuyer ;
- 1598-1649, François de Bommy, écuyer.

À l'époque moderne, une querelle opposa les habitants de la paroisse de Vaux à l'abbaye de Corbie à propos de la possession des marais.

### Epoque contemporaine
En 1827, le village fut victime d'un incendie et dut être en grande partie reconstruit.
Au XIXe siècle, on extrayait la tourbe dans la commune et des ouvriers à domicile y fabriquaient des gilets de chasse.
En 1918, le pilote allemand Manfred von Richthofen dit le Baron Rouge, est abattu dans la commune.

## Politique et administration
| Période                                  | Période                      | Identité          | Étiquette | Qualité                            |
| ---------------------------------------- | ---------------------------- | ----------------- | --------- | ---------------------------------- |
| Les données manquantes sont à compléter. |                              |                   |           |                                    |
|                                          |                              | M. Fossé Germer   |           | Était en fonction en 1933 et 1936, |
|                                          |                              | Gaston Driencourt |           | Était en fonction en 1945          |
| Les données manquantes sont à compléter. |                              |                   |           |                                    |
| mars 2001                                | 2014                         | Alain Geraut      |           |                                    |
| 2014                                     | En cours (au 8 octobre 2020) | Philippe Gosselin |           | Réélu pour le mandat 2020-2026     |

## Population et société

### Démographie
L'évolution du nombre d'habitants est connue à travers les recensements de la population effectués dans la commune depuis 1793. Pour les communes de moins de 10 000 habitants, une enquête de recensement portant sur toute la population est réalisée tous les cinq ans, les populations de référence des années intermédiaires étant quant à elles estimées par interpolation ou extrapolation. Pour la commune, le premier recensement exhaustif entrant dans le cadre du nouveau dispositif a été réalisé en 2006.

En 2022, la commune comptait 272 habitants, en évolution de −11,97 % par rapport à 2016 (Somme : −1,26 %, France hors Mayotte : +2,11 %).
| 1793 | 1800 | 1806 | 1821 | 1831 | 1836 | 1841 | 1846 | 1851 |
| ---- | ---- | ---- | ---- | ---- | ---- | ---- | ---- | ---- |
| 298  | 308  | 332  | 362  | 374  | 385  | 390  | 400  | 427  |

| 1856 | 1861 | 1866 | 1872 | 1876 | 1881 | 1886 | 1891 | 1896 |
| ---- | ---- | ---- | ---- | ---- | ---- | ---- | ---- | ---- |
| 433  | 424  | 375  | 342  | 341  | 324  | 305  | 312  | 285  |

| 1901 | 1906 | 1911 | 1921 | 1926 | 1931 | 1936 | 1946 | 1954 |
| ---- | ---- | ---- | ---- | ---- | ---- | ---- | ---- | ---- |
| 270  | 250  | 253  | 220  | 239  | 212  | 217  | 200  | 227  |

| 1962 | 1968 | 1975 | 1982 | 1990 | 1999 | 2006 | 2011 | 2016 |
| ---- | ---- | ---- | ---- | ---- | ---- | ---- | ---- | ---- |
| 219  | 229  | 208  | 224  | 320  | 339  | 329  | 301  | 309  |

| 2021 | 2022 | - | - | - | - | - | - | - |
| ---- | ---- | - | - | - | - | - | - | - |
| 283  | 272  | - | - | - | - | - | - | - |

### Enseignement
En matière d'enseignement primaire, la commune dispose d'une école maternelle et élémentaire, placée en zone B, dans l'académie d'Amiens. Pour l'année scolaire 2016-2017, elle compte 56 élèves.
Les enfants sont scolarisés dans le cadre du regroupement pédagogique intercommunal (RPI) de Vaux-sur-Somme, Vaire-sous-Corbie, Hamelet et Le Hamel. Pour l'année scolaire 2024-2025, le RPI compte 128 élèves pour six classes.

## Économie

### Activités économiques et de services
L'activité économique dominante de la commune reste l'agriculture.

## Culture locale et patrimoine

### Lieux et monuments

#### Église Saint Gildard
Construite en calcaire en 1836, elle est un des seuls monuments à ne pas avoir été victime des destructions de la Première Guerre mondiale.

#### Pont de Vaux
Construit sur la Somme, il relie le village à Vaire-sous-Corbie et a été initialement construit en 1928. Il fut détruit par les alliés en mai 1940 pendant la bataille de France. Reconstruit à l'identique en 1946 et 1947, il a été récemment restauré.

#### Larris communaux
Coteaux calcaires de la vallée d'Ornival, appelés localement des larris.

#### Vallée de la Somme
Paradis de nombreux pécheurs.

#### Le Marais
Prairie humide et tourbeuse.

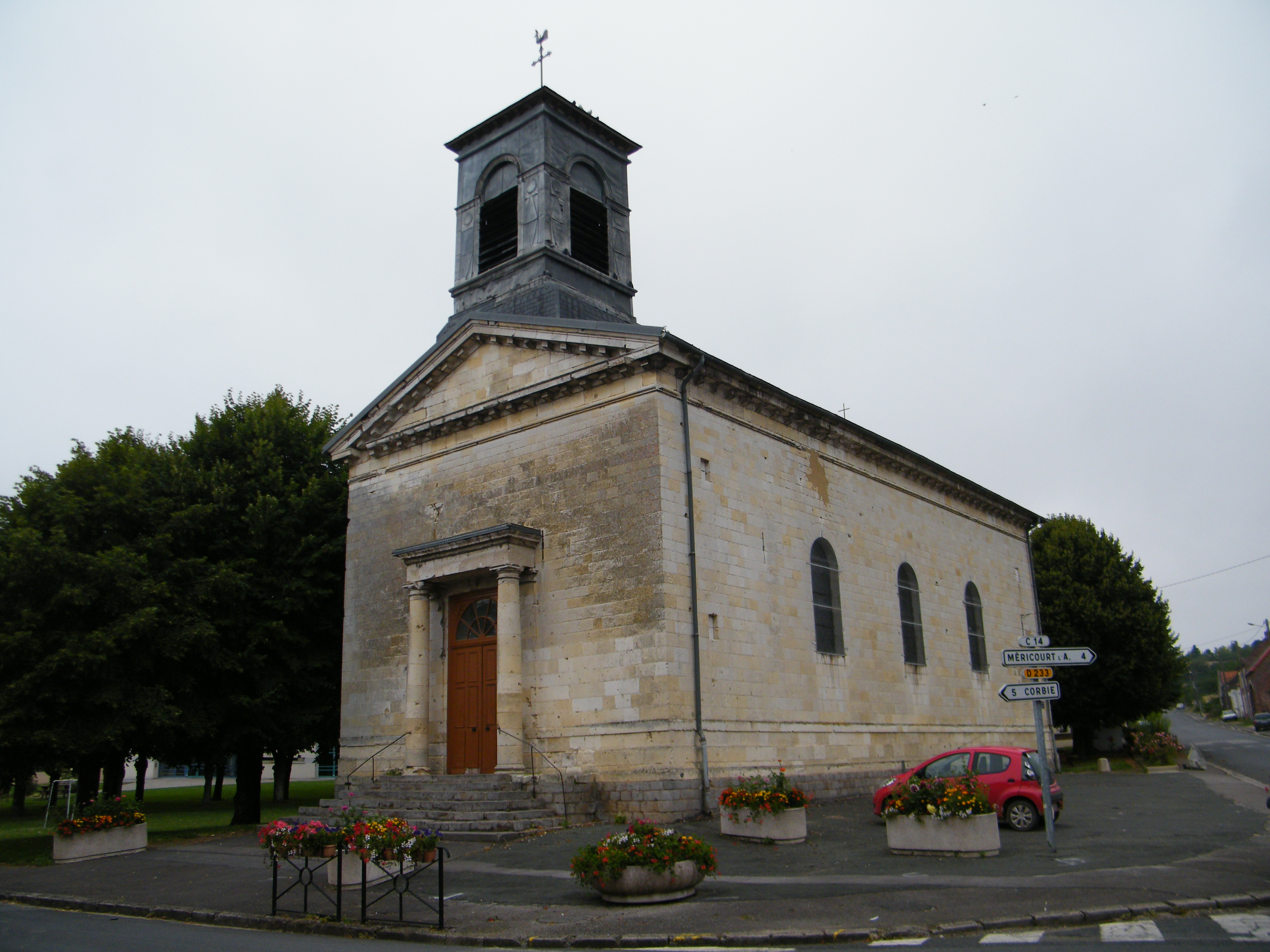
Saint-Gildard.
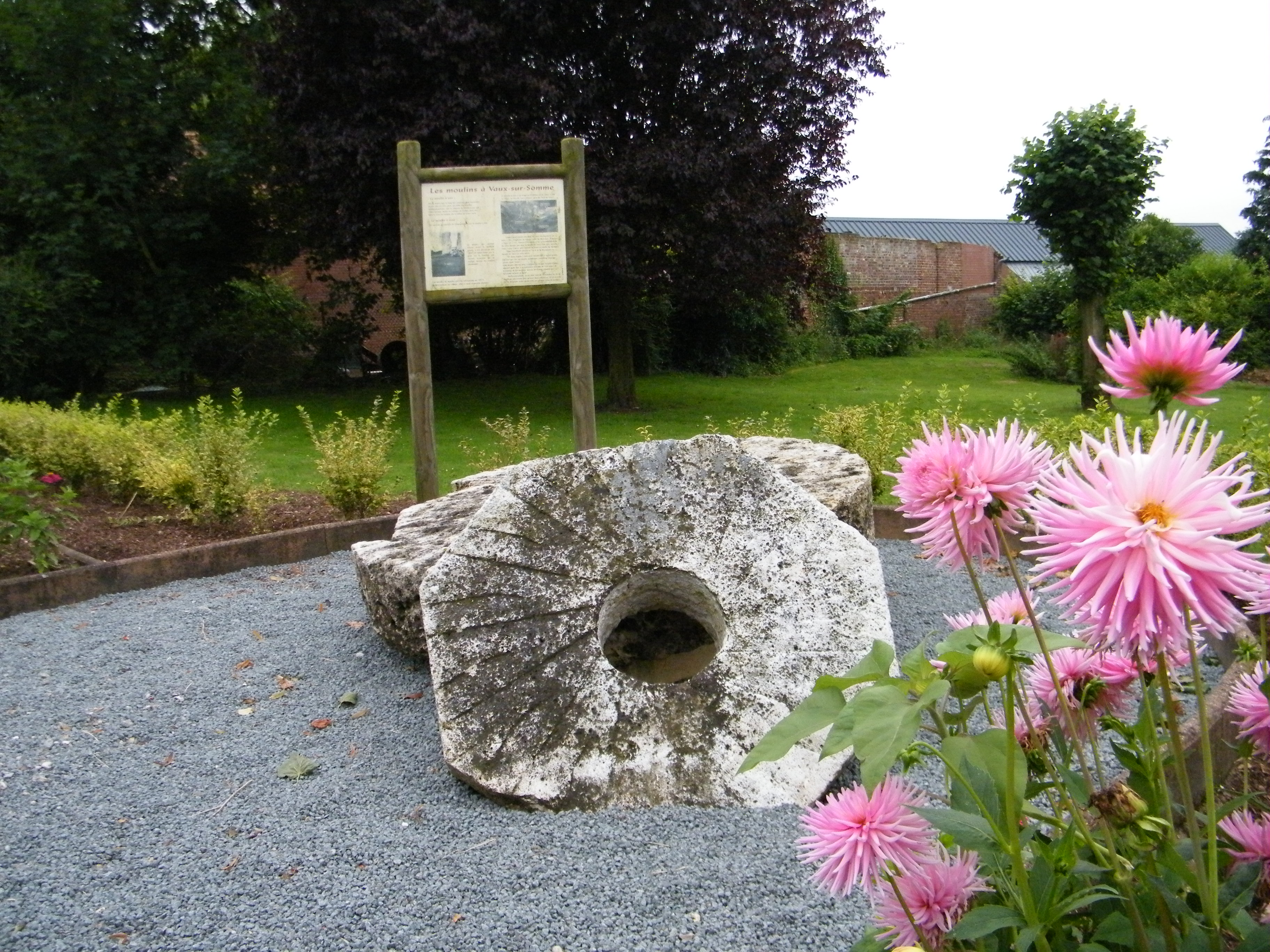
Témoins de meunerie.
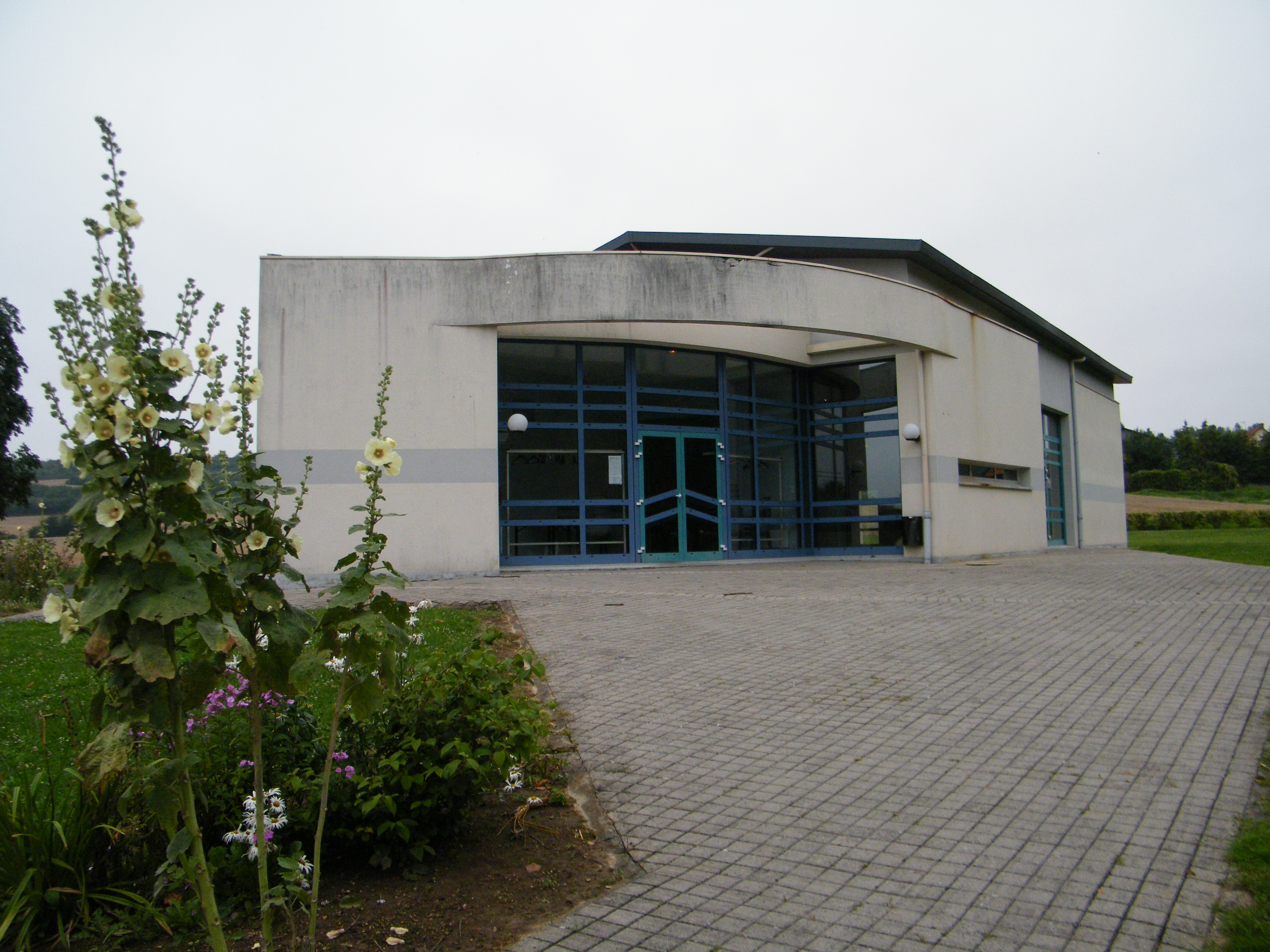
Salle communale.
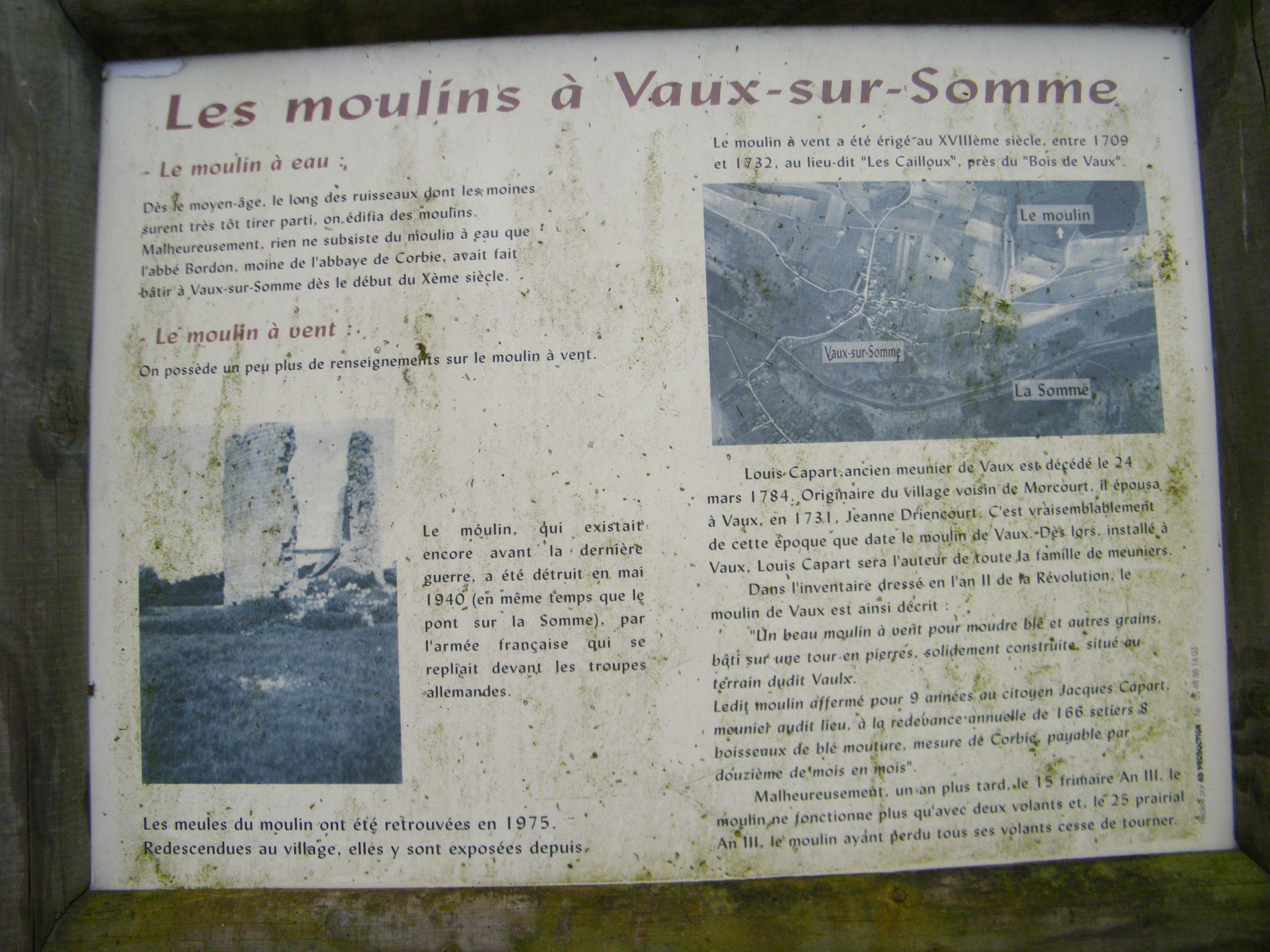
Histoire locale.
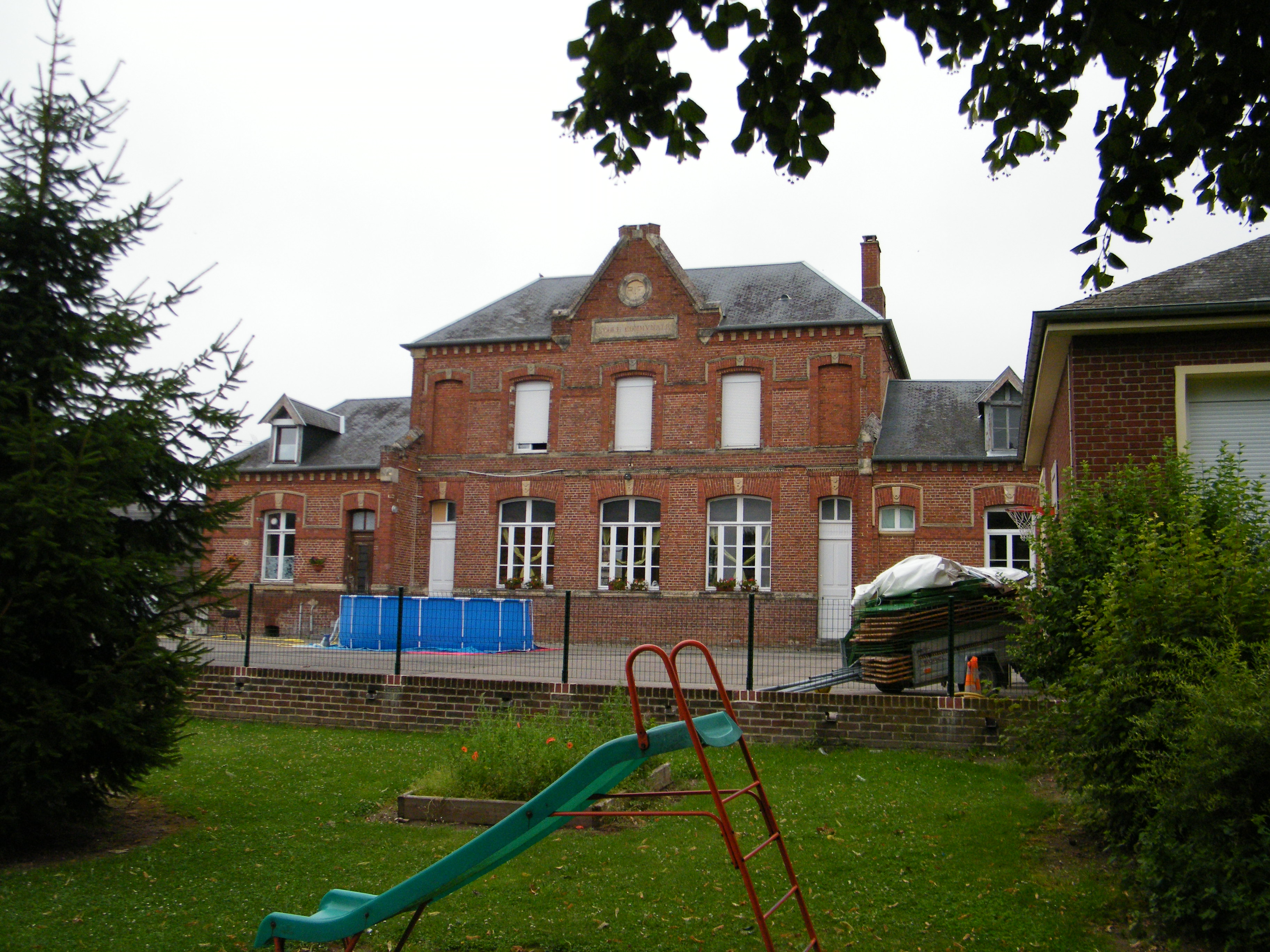
École.
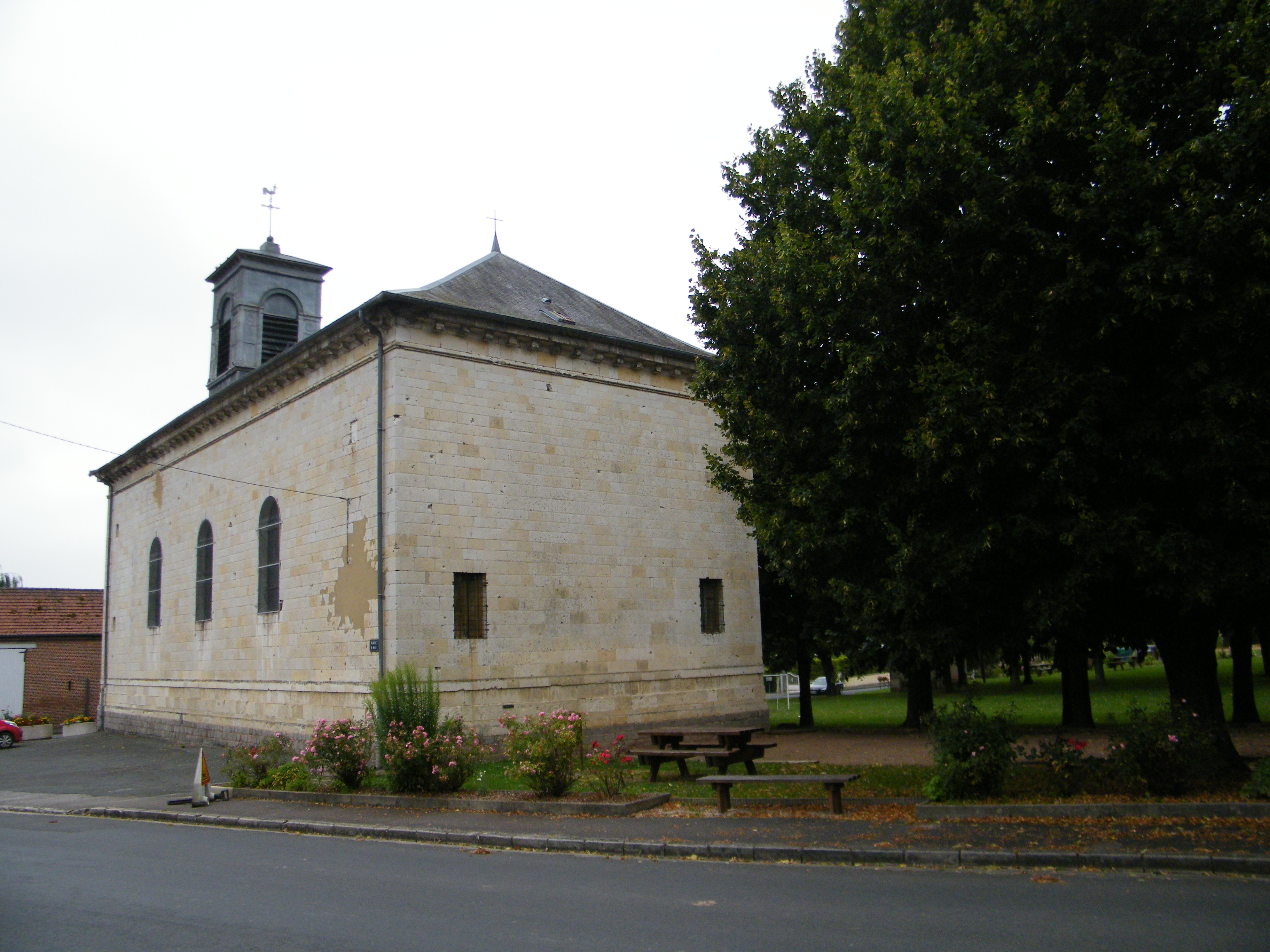
Autre vue de Saint-Gildard.

### Personnalités liées à la commune

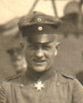
Manfred von Richthofen (1917).

- Manfred von Richthofen, dit le Baron Rouge, aviateur allemand de la Première Guerre mondiale fut abattu sur le plateau dominant le village le 21 avril 1918.

## Pour approfondir